# Вишневий сільський округ
Вишне́вий сільський округ (каз. Вишневый ауылдық округі, рос. Вишнёвый сельский округ) — адміністративна одиниця у складі Федоровського району Костанайської області Казахстану. Адміністративний центр — село Вишневе.
Населення — 761 особа (2021; 1279 у 2009, 1853 у 1999, 2165 у 1989).
Станом на 1989 рік існувала Вишнева сільська рада (села Баликти, Білояровка, Уйське, Усаковка, селище Вишневий).

## Склад
До складу округу входять такі населені пункти:
| Населений пункт  | Старі назви | Населення, осіб (1989) | Населення, осіб (1999) | Населення, осіб (2009) | Населення, осіб (2021) |
| ---------------- | ----------- | ---------------------- | ---------------------- | ---------------------- | ---------------------- |
| Баликти, село    | -           | 248                    | 223                    | 184                    | 84                     |
| Білояровка, село | -           | 407                    | 388                    | 260                    | 202                    |
| Вишневе, село    | Вишневий    | 1014                   | 778                    | 581                    | 339                    |
| Уйське, село     | -           | 233                    | 232                    | 119                    | 56                     |
| Усаковка, село   | -           | 263                    | 232                    | 135                    | 80                     |